# Fissidens pallidulus
Fissidens pallidulus är en bladmossart som beskrevs av Georg Ernst Ludwig Hampe och Hirendra Chandra Gangulee 1957 [1959. Fissidens pallidulus ingår i släktet fickmossor, och familjen Fissidentaceae. Inga underarter finns listade i Catalogue of Life.